# Dicranota (Rhaphidolabis) stenomera
Dicranota (Rhaphidolabis) stenomera is een tweevleugelige uit de familie Pediciidae. De soort komt voor in het Oriëntaals gebied.